# Rizzoli & Isles (seizoen 4)
Dit artikel vat het vierde seizoen van Rizzoli & Isles samen. Dit seizoen liep van 25 juni 2013 tot en met 18 maart 2014 en bevatte zestien afleveringen.

## Rolverdeling

### Hoofdrollen
- Angie Harmon - Jane Rizzoli
- Sasha Alexander - Maura Isles
- Lorraine Bracco - Angela Rizzoli
- Jordan Bridges - Frankie Rizzoli jr.
- Lee Thompson Young - Barry Frost
- Bruce McGill - Vincent Korsak
- Brian Goodman - Sean Cavanaugh

### Terugkerende rollen
- Chris Vance - Charles 'Casey' Jones
- Emilee Wallace - Cailin Martin
- Sharon Lawrence - dr. Hope Martin
- Tina Huang - Susie Chang
- Amaury Nolasco - rechercheur Rafael Martinez
- Colin Egglesfield - Tommy Rizzoli

## Afleveringen
| Nr. | Aflevering | Titel                              | Regisseur        | Schrijver(s)                     | Selectie gastrollen | Uitzenddatum      |  |
| --- | ---------- | ---------------------------------- | ---------------- | -------------------------------- | --- | ----------------- |  |
| 41 | 1          | We Are Family                      | Michael Katleman | Janet Tamaro                     | David Selby - senator Malcolm Humphrey Hayley McElhinney - Jennifer Humphrey Tug Coker - Jeff Miller Fahim Anwar - Ismail Nader Joyce Guy - Joanna                                                                                  | 25 juni 2013      |  |
| Wanneer een senator door een sluipschutter wordt doodgeschoten, gaan Jane en Maura op onderzoek uit. Het blijkt dat de senator op de hoogte was van een bedrijf waar de werknemers ongeschikte werkkleding kregen van de directeur. De senator wist ook dat de giftige stoffen in de werkkleding kinderen ziek maakte. De zus van de senator nam steekpenningen aan van het bedrijf voor het voorkomen van een onderzoek naar het bedrijf. De senator wilde aftreden om zich te gaan richten op het bedrijf, haar zus wilde dit voorkomen door haar te laten vermoorden. Ondertussen is Maura teleurgesteld dat zij nog niet bedankt is voor het doneren van haar nier aan Caitlin. Zij besluit samen met Jane om Caitlin te gaan bespioneren, zij merkt hen op en geeft Maura een erfstuk van Paddy Doyle. Casey is hersteld van zijn operatie aan zijn wervelkolom en keert terug naar Jane. Tot grote teleurstelling van Jane vertelt hij haar dat hij terugkeert naar Afghanistan om daar gewonde soldaten te helpen. |            |                                    |                  |                                  | |                   |  |
| 42 | 2          | In Over Your Head                  | Jamie Babbit     | Russell J. Grant Janet Tamaro    | Jon Curry - Bob Thatcher Brooklyn McLinn - Tyrell Feeney Emily Davenport - Brenda Thomas Tanya Chisholm - Rachel Cooper John Doman - Patrick 'Paddy' Doyle                                                                          | 2 juli 2013       |  |
| Wanneer een studente in journalistiek dood wordt gevonden op het strand gaan Jane en Maura op onderzoek uit. De doodsoorzaak blijkt verdrinking te zijn, maar in haar longen zit geen zeewater maar zoetwater. Het blijkt dat de studente bezig was met een onderzoek naar drugshandel op haar universiteit. Nu moet Jane, tegen haar zin, samenwerken met haar voormalige collega Rafael Martinez die nu rechercheur is op de afdeling narcotica om deze zaak op te lossen. Vroeger hebben Jane en Rafael samengewerkt, hun partnerschap werd echter beëindigd toen een informant werd vermoord door hun schuld. Jane vindt een visitekaartje van Rafael op het slachtoffer en vermoedt dat zij informatie voor hem inwon, dit tot grote zorgen voor Jane gezien hun geschiedenis. Ondertussen ontdekt Maura dat haar biologische moeder Hope een grote donatie heeft gekregen voor het openen van een liefdadigheidskliniek in Boston. Deze donatie blijkt afkomstig te zijn van Patrick Doyle, hij wordt nu gevraagd door de FBI over de herkomst van het geld. Als hij dit geeft zullen zij Hope met rust laten, hij weigert dit te geven. |            |                                    |                  |                                  | |                   |  |
| 43 | 3          | But I Am a Good Girl               | Norman Buckley   | Y. Shireen Razack                | Darryl Alan Reed - Rondo Alexandra Holden - Lydia Sparks Timothy Landfield - pastoor Crowley Ramón Franco - Mateo Morales Rene Rosado - Samuel Morales Jareb Dauplaise - Stuart Stawbridge Priscilla Garita - Bianca Valdez         | 9 juli 2013       |  |
| De hele club is aanwezig in de kerk voor de doop van baby T.J.. het wordt al snel een ramp als Lydia tegen Tommy verteld dat zij met haar nieuwe vriend en T.J. naar Texas verhuist. Tommy kan hier, tot zijn woede, echter weinig aan doen omdat hij de voogdij papieren over T.J. nog niet ingevuld heeft. Midden in alle hectiek ruikt Maura een vreemde geur, dit leidt tot een dood lichaam van een vrouw wat verstopt ligt onder de doopvont. Op het lichaam wordt een tatoeage gevonden wat tot een lokale bende behoort, de betekenis van deze tatoeage is dat zij een bezit is van de bende. De vader van haar vriend had gehoord dat zij bezit was van de bende en zijn zoon wilde haar niet verlaten, dus besloot hij haar te vermoorden. Nu dit bekend is wordt hij wel een doelwit van de bende waar het slachtoffer toebehoorde. Ondertussen besluit Lydia niet te gaan verhuizen, dit omdat haar nieuwe vriend allergisch blijkt te zijn van haar huisdieren. Het politiebureau krijgt te horen dat er bezuinigingen aankomen, dit kan inhouden dat er mensen overgeplaatst kunnen worden. |            |                                    |                  |                                  | |                   |  |
| 44 | 4          | Killer in High Heels               | Mark Haber       | Charlie Craig Ken Hanes          | Thad Luckinbill - Tucker Franklin Nicole Steinwedell - Taylor Franklin James Snyder - Brad Adams Rebecca Tilney - Mary Pat O'Brien Elya Baskin - dr. Vladmir Papov                                                                  | 16 juli 2013      |  |
| Maura gaat met een man naar een liefdadigheidsbijeenkomst, als op afloop de man vermoord wordt gevonden wordt Maura gearresteerd. Zij weet niets meer van wat er gebeurd is, totdat zij gemolesteerd wordt door een medegevangene die haar verantwoordelijk houdt voor haar arrestatie. Maura herinnert zich dat het slachtoffer een hallucinerende stof gaf wat haar in een trance bracht. De gevangen bewaker heeft connecties met Patrick Doyle, die geeft daarom Maura de mogelijkheid om de computer te gebruiken voor haar zoektocht naar de werkelijke moordenaar. Jane, Barry en Vincent ontdekken ondertussen dat het slachtoffer connecties had met een moordenaar die paar maanden geleden een Braziliaanse model vermoorde. Het slachtoffer wilde de toegangskaart van Maura’s werkplek hebben, om zo de resten van de model te kunnen bemachtigen. De werkelijke dader van de moord op het slachtoffer wilde de moord in de schoenen van Maura schuiven. Hij gebruikte hiervoor een boksbeugel als moordwapen, deze kwam per ongeluk in handen van Barry. Nu de werkelijke dader opgepakt is wordt Maura, tot haar grote opluchting, vrijgelaten. |            |                                    |                  |                                  | |                   |  |
| 45 | 5          | Dance with the Devil               | Jamie Babbit     | Lisa Marie Petersen              | Rick Peters - AUSA koning Paul Perri - advocaat Walsh Denise Dowse - rechter Angela Elayne Gibbs - Shirley Ghetts Makinna Ridgway - Linda Cavanaugh John Doman - Patrick 'Paddy' Doyle                                              | 23 juli 2013      |  |
| In 1993 kwam de vrouw en kind van inspecteur Cavanaugh om door een woningbrand, hier was Patrick Doyle voor verantwoordelijk. Brandweerinspecteur Calvin Ghetts is pas overleden en had connecties met Patrick door het aannemen van steekpenningen van hem. Een auto van Calvin is in beslag genomen en in de uitlaatpijp vinden Jane, Maura en Barry foto’s wat hen leidt naar Hope, en zij kan deze foto’s weer laten leiden naar Patrick. Na de brand in 1993 kwam Patrick naar haar met flinke brandwonden, dit is bewijs dat Patrick verantwoordelijk is voor de brandstichting. Patrick wordt nu aangeklaagd voor de moord op de vrouw en kind van Cavanaugh, Hope krijgt de zware taak om te getuigen tegen haar ex-geliefde. Tijdens de rechtszaak moeten Jane, Maura en Vincent Cavanaugh tegenhouden voordat hij Patrick in de rechtszaal vermoord. Maura kan hem overhalen om hiermee te stoppen door te zeggen dat Hope tegen hem zal getuigen, en dat hij zijn straf niet zal ontlopen. . |            |                                    |                  |                                  | |                   |  |
| 46 | 6          | Somebody's Watching Me             | Milan Cheylov    | Lisa Marie Petersen Ken Hanes    | Alan Rachins - Stanley Kelly Rohrbach - politieagente Charlotte Hansen James Handy - Leroy Grovner Wil Traval - Jim Blackman Christopher Darga - Mac Hazlet Guilford Adams - Gilbert                                                | 30 juli 2013      |  |
| Wanneer een vuilnisman wordt vermoord nadat hij spullen afleverde bij een excentrieke verzamelaar gaan Jane en Maura op onderzoek uit. De verzamelaar is een complottheorie aanhanger en maakte onlangs een EMP wapen wat een drone neerhaalde, wat recentelijk vlak bij zijn huis overvloog. Het slachtoffer werd per ongeluk vermoord door een man die voor het bedrijf waar de drone toebehoorde werkt. Dit omdat hij op zoek was naar onderdelen van de drone toen de vuilnisman binnenkwam. Ondertussen knoeit Jane hete koffie over een vrouw die haar nu aanklaagt voor smartengeld. De vrouw heeft hier video-opnames van en zet deze online. Dankzij deze beelden kan het team de aanklacht tegenhouden, dit omdat zij kunnen bewijzen dat de vrouw het voorval heeft uitgelokt. Zij ontdekken verder dat de video-opname gemaakt werd door de conciërge van het appartement van Jane. Hij speelde samen met de vrouw om zo Jane haar appartement te laten verkopen voor het smartengeld, en dan kon zij dit appartement kopen. Frankie en Barry hebben allebei hun ogen laten vallen op een knappe politieagente. |            |                                    |                  |                                  | |                   |  |
| 47 | 7          | All for One                        | Paul Holohan     | Janet Tamaro                     | Chris Tallman - David Sutton Sammi Hanratty - Chloe Leah Bateman - Emma Piper Curda - Megan Vanessa Bell Calloway - assistente-officier van justitie Tricia Leigh Fisher - mrs. Cole                                                | 6 augustus 2013   |  |
| Wanneer David Sutton, leraar en rijlesleraar van de highschool, vermoord wordt door iemand die hem aanreed en doorgereden is, gaan Jane en Maura op onderzoek uit. Het blijkt dat de wagen die hem doodreed een leswagen is wat hij zelf gebruikte voor zijn rijlessen. In de wagen vinden zij een stukje stof wat behoort aan een vriendschapsarmband. Voor de dood van de leraar nam Samantha Cole, studente van hem, een overdosis en ligt in coma in het ziekenhuis. Verder ontdekken de rechercheurs dat Samantha een klein hecht groepje vriendinnen had en dat David in ruil voor seks hen goede punten gaf. David spreidde valse geruchten rond over Samantha voordat zij hem aan kon geven, dit leidde bij haar tot het nemen van de overdosis. Een van haar vriendinnen wilde David voor de moord proberen in de val te lokken, maar dit mislukte. David vluchtte toen weg, en toen namen de vriendinnen een lesauto om hem te overrijden wat leidde tot zijn dood. Alle vriendinnen bekennen de moord en het lukt de rechercheurs niet om te bewijzen wie werkelijk achter het stuur zat, en nu zijn zij genoodzaakt om ze allemaal vrij te laten. Ondertussen heeft Jane nog steeds een relatie met Casey, maar zij wordt ook uitgevraagd door rechercheur Martinez. Maura denkt dat er een emotionele band is tussen haar en Martinez, Jane vertelt haar dat dit nooit zal gebeuren. |            |                                    |                  |                                  | |                   |  |
| 48 | 8          | Cold As Ice                        | Randy Zisk       | Lisa Marie Petersen Ken Hanes    | Jennifer Hasty - Mary Bigsby David Barry Gray - Doug Pierce / Michael Leahy Andi Carnick - Sheila Pierce Scott Alan Smith - dr. Thornton Michael O'Neill - Jonathan McKnight Laura Niemi - dr. Carla Dalton                         | 13 augustus 2013  |  |
| Wanneer dr. Carla Dalton in een parkeergarage van een ijshockeyhal wordt vermoord gaan Jane en Maura op onderzoek uit. Het gebruikte wapen wordt geïdentificeerd als een haak voor het aantrekken van schoenveters, en de auto van Carla wordt gevonden in een rivier. Carla was in Boston om te zoeken naar haar neefje Todd die lijdt aan de ziekte van Huntington. De zwager van Carla, Michael Leahy, vermoorde zijn vrouw toen Todd nog een baby was, nam zijn zoon mee en veranderde hun identiteit. Toen Carla te dicht in hun buurt kwam was hij bang dat zij hen ontmaskerde en besloot toen haar te vermoorden. Ondertussen staat Caitlin ineens voor de neus van Maura, zij wil graag bij haar blijven nu haar moeder Hope de stad uit is. Maura behandelt haar dan als een kind en maakt zich zorgen over haar gedrag, Jane vertelt haar dat zij Caitlin moet behandelen als een zus en niet als een klein kind. |            |                                    |                  |                                  | |                   |  |
| 49 | 9          | No One Mourns the Wicked           | Steve Robin      | Ken Hanes Lisa Marie Petersen    | Jessica Tuck - dr. Victoria Nolan Michael Massee - Charles Hoyt Nick Gehlfuss - Jack Roberts Ian Duncan - Tim Felding John Thaddeus - rechercheur Chuck Fletcher Jabari Simba - Jenkins                                             | 20 augustus 2013  |  |
| Jane en Maura worden door psychiater dr. Victoria Nolan uitgenodigd om te spreken op een symposion over de wet. Victoria heeft ook pas een boek uitgebracht waar zij seriemoordenaars beschrijft, waaronder Charles Hoyt. Op het symposion wordt een plek van een moord uitgebeeld, het blijkt dat de twee figuranten die als lijk spelen daadwerkelijk vermoord zijn. De slachtoffers, van toen en nu, zijn gebrandmerkt zijn met het Esculaapteken. De eerste slachtoffers waren de ouders van het meisje Tori, zij bleef als wees achter. Het team ontdekt dat Tori voor de dood van haar ouders werd verkracht en dat zij beviel van een baby. Vincent moet even naar zijn huis voor zijn hond en Victoria gaat met hem mee. Daar aangekomen wordt Vincent het volgende slachtoffer van haar en haar zoon Jack. Vincent kan hen net lang genoeg aan de praat houden totdat hij gered wordt door zijn collega’s. het blijkt dat de baby van Tori Victoria was, en dat zij samen met haar zoon zo wraak nam op de mensheid. |            |                                    |                  |                                  | |                   |  |
| 50 | 10         | Built for Speed                    | Anthony Hardwick | Russell J. Grant Matt MacLeod    | Eric Winter - B.T. / Brandon Thomas Sarron Matthew Del Negro - Giovanni Gilberti Emily Swallow - Elizabeth Keating Gina Rodriguez - Lourdes Santana Michael Galante - Alberto Santana Celestin Cornielle - rechercheur Miguel Ortiz | 27 augustus 2013  |  |
| Wanneer Alberto Santana overlijdt, nadat zijn raceauto ontploft tijdens een illegale straatrace, gaan Jane en Maura op onderzoek uit. Het onderzoek wijst uit dat de auto ontplofte nadat Alberto lachgas naar zijn motor toevoerde. Giovanni Gilberti heeft het voorval vanaf de zijlijn gefilmd, tevens kunnen zij de videokaart in de auto herstellen. Deze twee video's laten de rechercheurs zien dat narcoticarechercheur Rafael Martinez in het publiek aanwezig was, dit roept toch wel wat vragen op. Maura en B.T. Cerrone, een bomexpert, ontdekken dat het lachgas gewisseld was voor propaan en dat de ontploffing is veroorzaakt met een detonator. De zaak wordt gecompliceerder als blijkt dat de andere raceauto in de wedstrijd gebruikt is in illegale drugstransporten. Jane is nu bang dat deze zaak haar wordt afgenomen door de afdeling narcotica. Rafael stelt aan Jane de chauffeur voor van de andere auto, het betreft rechercheur Miguel Ortiz. Miguel werkt als undercoveragent en doet drugstransporten voor een drugsbende. Narcotica onderzoekt de organisator van de straatrace, Jorge Vega, die ook betrokken is in de drugshandel. Dan blijkt dat Alberto een verborgen bergplaats had ontdekt in een van de raceauto’s, hij besefte dat dit gebruikt werd voor drugstransporten en meldde dit aan zijn reclasseringsambtenaar Elizabeth Keating. Alberto wist alleen niet dat Elizabeth ook werkte in de drugsbende, en zij was degene die de detonator bediende die het leven van Alberto kostte. |            |                                    |                  |                                  | |                   |  |
| 51 | 11         | Judge, Jury & Executioner          | Mark Haber       | Y. Shireen Razack Jill Goldsmith | Doug Savant - Roger Thorson Jazz Raycole - Ashley Harper Shaun Brown - Max Joel Polis - bewaker Starbridge Conor Leslie - mrs. Barlow John Lacy - Dustin Williams                                                                   | 3 september 2013  |  |
| Wanneer highschool studenten een rechtszaak naspelen valt rechter Kathleen Harper, voor de ogen van haar dochter Ashley, ineens naar de grond. Rechter Thorson probeert haar nog te reanimeren maar dit mag niet meer baten en zij overlijdt onder zijn handen. Maura en Jane worden dan p onderzoek uitgestuurd om haar dood te onderzoeken, Maura ontdekt een verfspoor op haar kleren, een kras op haar hand en een naaldwond in haar nek. Het onderzoek wijst uit dat de verfspoor afkomstig is van de trappenhal, en dat zij geïnjecteerd is met Ritalin. Zij nam al ritalin voor narcolepsie, maar nu zat er meer in haar bloed dan normaal. Het onderzoek wijst dan uit dat rechter Harper een eigen onderzoek had gestart naar het werk van de privé gevangenis Starbridge. Zij had ontdekt dat daar veel illegale handelingen gebeurden en wilde dit openbaar maken. Rechter Thorson was werkzaam voor deze gevangenis en wilde dit voorkomen, dit door haar een overdosis ritalin in te spuiten. Ondertussen wordt Angela onaangenaam verrast met een belastingaanslag die zij op dit moment onmogelijk kan betalen. Tommy krijgt dan smartengeld uitgekeerd voor het ongeluk in de parkeergarage, hij besluit dan de belastingaanslag van zijn moeder te betalen. Jane en Frankie beloven Tommy dat zij hun deel aan hem zullen betalen. |            |                                    |                  |                                  | |                   |  |
| 52 | 12         | Partners in Crime                  | Randy Zisk       | Linda McGibney Janet Tamaro      | Mackenzie Astin - professor Rick Clark Celia Finkelstein - professor Rhonda Clark Kelly Kruger - Jenny Cabot Heather McComb - Leslie Cabot Richard Herd - Patrick Doyle sr. David Blue - Peter Kaufman                              | 10 september 2013 |  |
| Wanneer twee moorden worden gepleegd lijkt dit op het eerste oog niet met elkaar in verbinding te staan. De eerste betreft Mark Cabot die in de parkeergarage van een fitnessclub vermoord wordt, en de tweede betreft Rhonda Clark die verdronken is in haar badkuip. Jane en Maura gaan in beide zaken op onderzoek uit, Maura ontdekt in de longen van Rhonda een haar van een Duitse herder en denkt dat deze afkomstig is van de moordenaar. Dan vermoedt het team dat, door een moordafspraak, de zus van Mark Rhonda heeft vermoord en de man van Rhonda vermoorde Mark. Als zij deze twee in de val willen laten lopen verschijnt de vrouw van Mark ineens ten tonele. Dan weten zij dat de vrouw van Mark een van de moordenaars is in plaats van de zus. Ondertussen krijgt Maura het verzoek van Paddy Doyle om voor zijn vader te zorgen die vrijkomt van zijn gevangenisstraf. Maura is nieuwsgierig naar haar afkomst en gaat hiermee akkoord. Als zij haar opa ontmoet merkt zij al snel dat hij niets met haar te maken wil hebben. De opa geloofd dat Paddy hem zo wil straffen en hem naamloos wil laten sterven, Jane vertelt hem dat Paddy hem zo goed en verzorgd wil achterlaten. Casey keert terug uit Afghanistan en vertelt Jane dat hij promotie heeft gemaakt tot kolonel. Hij moet nu beslissen of hij zijn militaire loopbaan opgeeft om zo bij Jane te kunnen blijven, of dat hij zijn loopbaan volgt en voor promotie gaan tot generaal.                                                                 |            |                                    |                  |                                  | |                   |  |
| 53 | 13         | Tears of a Clown                   | Michael Katleman | Ken Hanes Matt MacLeod           | Keir O'Donnell - Craig Johnson Sky Soleil - Derrick Johnson Max Charles - Kevin Silver Davis Cleveland - Zach Langley Andrea Bordeaux - Neda Ashanti Brown - Diane                                                                  | 25 februari 2014  |  |
| Wanneer een jongen vermoord wordt door iemand verkleed als clown, gaan Jane en Maura op onderzoek uit. Deze zaak heeft veel overeenkomsten met een zaak uit 1988 waar een clown diverse kinderen ontvoerde. Ondertussen moeten Jane en Casey beslissen over hun carrières en hun relatie, als zij samen willen blijven moet een van hen zijn carrière opgeven. Maura wil Barry helpen met zijn relatie, door goedbedoeld advies te geven aan zijn vriendin over het aannemen van een baan in Peking. Als zij dan het advies opvolgt en deze baan aanneemt, is Barry echter niet blij met het advies dat Maura aan haar heeft gegeven. |            |                                    |                  |                                  | |                   |  |
| 54 | 14         | Just Push Play                     | Kate Woods       | Linda McGibney Sam Lembeck       | Stella Maeve - Kelsey Devika Parikh - Barbara Cooper Elise Eberle - Natasha Osmanski Kristof Konrad - Alexi Osmanski Kerry O'Malley - mrs. Osmanski Tanner Novlan - Wayne Bowman Chazz Palminteri - Frank Rizzoli sr.               | 4 maart 2014      |  |
| Wanneer een veelbelovende zangeres en songwriter vermoordt wordt gevonden in een café gaan Jane en Maura op onderzoek uit. Zij ontdekken dat zij in een afkickkliniek heeft gezeten en dat haar kamergenote haar liedjes heeft gestolen, en dat zij deze als haar eigen werk heeft aangeboden bij een platenlabel. Toen het slachtoffer dit ontdekte zat er niets anders op voor de kamergenote dan haar te vermoorden om dit geheim te houden. De familie Rizzoli is verrast als Frank jr. ineens voor hun neus staat, hij vertelt hen dat hij lijdt aan prostaatkanker en wil dat zij hem hierin bijstaan. Ondanks dat zij bezorgd zijn met zijn ziekte, hebben zij toch moeite om hem zomaar weer in de armen te sluiten. |            |                                    |                  |                                  | |                   |  |
| 55 | 15         | Food for Thought                   | Steve Clancy     | Jill Goldsmith Y. Shireen Razack | Tyler Francavilla - Reed Bennett Ivan Shaw - chef-kok Holden Sufe Bradshaw - Dalia Reilly Kelly Rohrbach - politieagente Charlotte Hansen Lamont Thompson - commandant David Green                                                  | 11 maart 2014     |  |
| Wanneer een beroemde chef-kok en restaurateur dood neervalt gaan Jane en Maura op onderzoek uit, Maura ontdekt dan dat het slachtoffer door vergiftiging dood ging. Het onderzoek wijst dan uit dat het slachtoffer pas een kookwedstrijd op televisie heeft gewonnen, en dat degene die als tweede en derde zijn geëindigd nu voor hem werkte. Een van deze twee was jaloers op de bekendheid van zijn baas en wilde dat hij meer commercieel ging werken, dit tot weigering van het slachtoffer. Ondanks zijn weigering besloot de dader hiermee toch door te gaan en ruimde zijn baas uit de weg. Ondertussen vertelt Hope aan haar dochter Maura dat zij haar kliniek gaat sluiten, dit omdat de kliniek is gesponsord met crimineel geld van Paddy Doyle. Zij hoopt dat hierdoor de barrière tussen haar en Maura zal verdwijnen, en dat zij tot elkaar zullen groeien. |            |                                    |                  |                                  | |                   |  |
| 56 | 16         | You're Gonna Miss Me When I'm Gone | Norman Buckley   | Janet Tamaro                     | Alexandra Holden - Lydia Sparks Jayne Brook - senator Valerie Bloomfield Lucy Walters - Natalie Bloomfield Jeffrey D. Sams - Clay Stephens Vyto Ruginis - Christopher Carnahan Kemp Lee - Waiman Zhang                              | 18 maart 2014     |  |
| Wanneer de dochter van een senator, die ook voor de overheid werkt, wordt vermoord gaan Jane en Maura op onderzoek uit. Zij vermoeden dat het slachtoffer op het punt stond om het land uit te vluchten met overheidsgeheimen, dit brengt het team in conflict met de binnenlandse veiligheidsdienst. Dan ontdekt het team aanwijzingen dat het slachtoffer in het verleden door haar baas werd verkracht, en dat hij haar vermoorde om haar zo het zwijgen op te leggen. Ondertussen accepteert Jane het huwelijksaanzoek van Casey, dit nadat Casey zijn baan heeft opgezegd. Later besluit Jane het aanzoek toch af te wijzen nadat Casey een baan aanneemt in de Balkan. Maura vermoedt dat er meer aan de hand is met Jane, na lang aandringen vertelt Jane aan haar dat zij waarschijnlijk zwanger is. |            |                                    |                  |                                  | |                   |  |